# باشگاه فوتبال ویلدستون
باشگاه فوتبال ویلدستون (به انگلیسی: Wealdstone Football Club) یک باشگاه فوتبال در شهر ویلدستون، کشور انگلستان است که در سال ۱۸۹۹ میلادی تأسیس شده‌است.